# Dasyhelea galbiscutellata
Dasyhelea galbiscutellata är en tvåvingeart som beskrevs av Art Borkent 1997. Dasyhelea galbiscutellata ingår i släktet Dasyhelea och familjen svidknott. Inga underarter finns listade i Catalogue of Life.